# 美獣乱舞
『美獣乱舞』（原題：Rock in a Hard Place）は、エアロスミスが1982年に発表したアルバム。スタジオ・アルバムとしては7作目。

## 解説
1979年のジョー・ペリー脱退に続き、1981年にはブラッド・ウィットフォードもバンドを脱退したため、オリジナル・ギタリスト2人を欠いた状態で制作されたアルバム（ただし、ブラッドは一部パートのみ参加している）。スティーヴン・タイラーは、本作でリード・ギターを担当したジミー・クレスポにエアロスミスらしい演奏を求めたため、ジミーは後年、一部の楽曲は自分でも気に入っているものの、アルバム全体に関しては、自分らしい演奏は聴けないと語っている。
本作からの第1弾シングル「ライトニング・ストライクス」は、『ビルボード』誌のメインストリーム・ロック・チャートで21位に達した。
ジミー・クレスポとリック・ダフェイは本作に伴うツアーにも参加するが、その後ジミーは脱退を決意する。そして、1984年にはジョー・ペリーとブラッド・ウィットフォードがバンドに復帰することとなった。

## 収録曲
特記なき楽曲はスティーヴン・タイラーとジミー・クレスポの共作。
1. ジェイルベイト - Jailbait - 4:38
2. ライトニング・ストライクス - Lightning Strikes (Richard Supa) - 4:26
3. ビッチェズ・ブリュー - Bitch's Brew - 4:14
4. 彷徨えるボリヴィアン - Bolivian Ragamuffin - 3:32
5. クライ・ミー・ア・リヴァー - Cry Me a River (Arthur Hamilton) - 4:06
6. プレリュード (ジョーニーに捧ぐ) - Prelude to Joanie (Steven Tyler) - 1:21
7. ジョーニーズ・バタフライ - Joanie's Butterfly - 5:35
8. ロック・イン・ア・ハード・プレイス - Rock in a Hard Place (Cheshire Cat) (S. Tyler, Jimmy Crespo, Jack Douglas) - 4:45
9. ジグ・イズ・アップ - Jig Is Up - 3:10
10. プッシュ・カムズ・トゥ・ショウヴ - Push Comes to Shove (S. Tyler) - 4:29

## 参加ミュージシャン
- スティーヴン・タイラー - ボーカル、ピアノ、キーボード、ハーモニカ、パーカッション
- ジミー・クレスポ - ギター
- リック・ダフェイ - ギター
- トム・ハミルトン - ベース
- ジョーイ・クレイマー - ドラムス
- ブラッド・ウィットフォード - リズムギター(on 2.)

ゲスト・ミュージシャン
- ジャック・ダグラス - パーカッション
- ラインハード・ストローブ - ヴァイオリン(on 7.)
- ジョン・リヴァーノ - ギター(on 7.)
- ジョン・トゥリ - サックス(on 8.)
- ポール・ハリス - ピアノ(on 10.)